# Centroberyx australis
Centroberyx australis is een straalvinnige vissensoort uit de familie van slijmkopvissen (Berycidae). De wetenschappelijke naam van de soort is voor het eerst geldig gepubliceerd in 1987 door Shimizu & Hutchins.